# 남자는 괴로워 (1995년 영화)
《남자는 괴로워》는 1995년에 개봉한 대한민국의 코미디 영화이다.

## 캐스팅

### 주연
- 안성기 : 안성기 역
- 박상민 : 박상민 역
- 김혜수 : 김혜수 역

### 조연
- 송영창 : 송영창 역
- 최종원 : 대리 최종원 역
- 윤주상 : 윤주상 역
- 조선묵 : 조선묵 역
- 조주미 : 조주미 역
- 황미선 : 황미선 역
- 권소정 : 권소정 역

### 단역
- 조미혜
- 이봉규
- 서동수 : 아파트 경비원 강씨 역
- 최승재
- 강진우
- 김일우
- 이용이
- 정수영
- 추봉
- 주호성
- 도용구
- 김신명
- 안진수
- 박용팔
- 박예숙
- 권승현
- 문미봉
- 나갑성
- 황진영
- 김동수 : 아파트 경비원 김씨 역
- 김동수 : 아파트 경비원 차씨 역
- 오주이
- 박가령
- 정희선

### 특별출연
- 문성근
- 이경영
- 박진성

## 수상
- 1995년 제31회 백상예술대상 영화부문 인기상 - 박상민